# Chiến tranh Nguyên – Tống
Mông Cổ chinh phục nhà Tống (11 tháng 2 năm 1235 – 19 tháng 3 năm 1279), còn gọi là Nhà Nguyên chinh phục Nam Tống hay Chiến tranh Nguyên – Tống, là các chiến dịch quân sự của Đế quốc Mông Cổ nhắm vào nhà Nam Tống, triều đại cai trị miền nam Trung Hoa lúc bấy giờ. Công cuộc chinh phạt được tiến hành dưới thời Đại Hãn Oa Khoát Đài (1229–1241) và hoàn thành vào thời Hốt Tất Liệt (1260–1294). Cuộc xâm lược là bước đi cuối cùng của người Mông Cổ trong quá trình chiếm lĩnh toàn bộ vùng Đông Á và thành lập nên nhà Nguyên (một Hãn quốc của Đế chế). Đây được xem là thành tựu chinh phục vĩ đại cuối cùng của Mông Cổ.